# Dub letní v Chodovské Huti
Dub letní v Chodovské Huti je památný strom rostoucí u obce Tři Sekery části Chodovská Huť v okrese Cheb Karlovarského kraje na západě České republiky. Nachází se jihozápadně od obce Chodovská Huť směrem na Jezevčí vrch. Jmenovaný dub letní (Quercus robur) dosahuje výšky okolo 28,5 metru a jeho obvod činí 457 centimetrů. Chráněn je od 14. února 1985 na základě rozhodnutí městského úřadu v Mariánských Lázních. Tento památný dub je nejmohutnějším v České republice. Stav stromu je označen jako silně poškozený.
Po zásahu bleskem v roce 1986 začal strom silně prosychat a napadla jej dřevokazná houba. Strom byl ponechán na dožití jako doupný strom.

## Stromy v okolí
- Jasan pana Šolce
- Jasan u Čadilů
- Dub u Vondráčků